# 諾瓦亞河
諾瓦亞河是俄羅斯的河流，屬於哈坦加河的左支流，由克拉斯諾亞爾斯克邊疆區負責管轄，河道全長411公里，流域面積16,500平方公里，河水主要來自雨水和融雪，每年十月至翌年五月結冰。